# Бішкекський протокол
Бішкекський протокол — договір про перемир'я, укладений між Вірменією та Нагірно-Карабаською Республікою з однієї сторони та Азербайджаном з іншої.
Договір був укладений 5 травня 1994 за ініціативою Міжпарламентської асамблеї СНД, парламенту Киргизької Республіки, Федеральних зборів та МЗС Російської Федерації. Фактичне припинення вогню розпочалося з 12 травня 1994.